# 十勝上川森林鉄道
十勝上川森林鉄道（とかちかみかわしんりんてつどう）は林野庁帯広営林局新得営林署管内の北海道十勝支庁上川郡新得町で運行されていた森林鉄道の名称である。
最盛期には総延長69.9キロの路線があったが、道路が整備されてトラックが木材の輸送を担うようになってから姿を消していった。

## 概要
十勝上川地方は豊かな森林地帯であったが、奥深く長らく人を寄せ付けなかった。1913年（大正2年）12月に十勝地方国有林年期立木払い下げを王子製紙と北海道庁が契約したことが、この地方の森林資源開発の契機となった。十勝川本流域で伐採された木材は流送され陸揚げされて、初期は馬車や馬橇、後に馬車軌道により新得駅へ、さらに北海道拓殖鉄道が開通すると屈足駅へ運搬され、貨車に積み替えられて苫小牧の製紙工場へ送られた。王子製紙は1935年（昭和10年）頃から周辺住民からは「エンジン」と呼ばれて珍しがられた内燃機関車を導入して効率化を図ったが、戦中の石油不足から木炭ガス発生器などにより運用するなど燃料に苦労している。1939年（昭和14年）頃には蒸気機関車も導入している。
戦後まもない1947年（昭和22年）、この十勝上川地方の森林地帯は、林野庁帯広営林局清水営林署の管轄となると同時に復興資源供給のための緊急開拓対象となり、このため自前の運材設備が整うまで、王子製紙の森林鉄道を利用する形で直営生産事業が始まった。当初はトラック輸送を計画していたため道路として整備していったが、当時のトラックの能力その他の要因によりこれを取り止め、整備した道路を鉄道に転換した。GHQの復興資金援助もあり、その後着々と森林鉄道が敷設され、1954年（昭和29年）には清水営林署から分割新設された新得営林署に引き継がれて1965年（昭和40年）まで利用されたが、さらなる奥地開発に順応できずにトラック輸送に転換され廃止となった。そしてこの廃止は屈足駅の林材輸送が大きな収入源となっていた北海道拓殖鉄道の運営を直撃することとなった。

## 路線データ

### 管理する営林署
林野庁帯広営林局新得営林署（廃止時点）

### 起点駅
屈足貯木場　（北海道拓殖鉄道の屈足駅に隣接）

### 路線
路線は全て1級路線。なお、正式名称では路線名の頭に「十勝上川」をつけるが、ここでは省略する。また路線延長距離は幹線を除き運用期間内の最大値を記述。
十勝上川幹線（昭和25-40年）
屈足貯木場 -（屈足西1線30号）- 岩松 - 中土場 -（念仏峠交換所）- ピシカチナイ - ニペソツ - パンケベツ - ペンケベツ - 二股
上記は念仏峠以外は保線官舎が置かれていた地点を示す。この内、屈足貯木場には機関庫と運輸事務所、支線の開設に合わせてキナウシ、パンケベツ、ペンケベツ、チカベツに製品生産事業所、二股には中継土場と機関庫、ニペソツに枕木工場や木工場が置かれた。また屈足35号-屈足貯木場間の昭和27年頃の新線切り替え（旧線は元々王子製紙が新得駅へ向かうために屈足市街西側に寄って敷かれていたのを、その線形のまま利用していたが、市街地中心に近い所を通るルートに変更された）に伴い屈足西1線30号の保線官舎は廃止された。
路線延長:41.4km
軌条:15kg
シートカチ（シー十勝）支線（昭和28-40年）
二股より分岐
二股 - トノカリウシュベツ川合流点 - ポン十勝川合流点 -…
上記は保線官舎が置かれていた地点を示す。
路線延長:11.0km
軌条:12kg
チカベツ（近別）支線（昭和28-40年）
ペンケベツより分岐
路線延長:5.6km
軌条:12kg
トムラウシ支線（昭和29-35年）
二股より分岐
路線延長:2.4km
軌条:12kg
トノカリウシュベツ分線（昭和29-36年）
シートカチ支線より分線
路線延長:4.1km
軌条:10kg
一の沢分線（昭和29-35年）
トムラウシ支線より熊沢川（別名ポントムラウシ一の沢）沿いに延長分線
路線延長:2.6km
軌条:10kg
ホロカトカチ分線（昭和33-40年）
シートカチ支線より分線
路線延長:7.6km
軌条:10kg
シートカチ第一分線（昭和36-40年）
シートカチ支線より分線
路線延長:1.1km
軌条:10kg
その他
パンケキナウシ作業線（昭和27-29年）
幹線よりキナウシにて分岐
路線延長:約4.0km
軌条:10kg?（王子製紙森林鉄道の8kgを転用した可能性も有り）

#### 拠点位置情報
屈足貯木場 （北緯43度5分49.3秒 東経142度53分58.5秒 / 北緯43.097028度 東経142.899583度）
岩松　（北緯43度10分52.5秒 東経142度55分22.5秒 / 北緯43.181250度 東経142.922917度）
中土場　（北緯43度13分53.2秒 東経142度56分30.3秒 / 北緯43.231444度 東経142.941750度）
念仏峠　（北緯43度15分45.1秒 東経142度55分20.0秒 / 北緯43.262528度 東経142.922222度）
ピシカチナイ　（北緯43度19分8.5秒 東経142度56分43.8秒 / 北緯43.319028度 東経142.945500度）
ニペソツ　（北緯43度19分57.5秒 東経142度56分31.4秒 / 北緯43.332639度 東経142.942056度）
パンケベツ　（北緯43度21分45.8秒 東経142度55分4.6秒 / 北緯43.362722度 東経142.917944度）
ペンケベツ　（北緯43度22分19.1秒 東経142度53分45.8秒 / 北緯43.371972度 東経142.896056度）
二股　（北緯43度24分17.9秒 東経142度52分33.6秒 / 北緯43.404972度 東経142.876000度）
トノカリウシュベツ川合流点　（北緯43度24分47.0秒 東経142度49分57.9秒 / 北緯43.413056度 東経142.832750度）
ポン十勝川合流点　（北緯43度24分38.7秒 東経142度48分20.4秒 / 北緯43.410750度 東経142.805667度）

## 歴史
（王子製紙馬車鉄道/森林鉄道）
- 1919年（大正8年）頃：王子製紙が屈足の流送木材陸揚網場から新得駅へ馬車鉄道を敷設[1]。
- 1921年（大正10年）9月：陸揚網場が屈足から岩松に変更され、馬車鉄道が延伸[1]。
- 1928年（昭和3年）12月：北海道拓殖鉄道開通及び屈足駅開設に伴い王子製紙馬車鉄道が岩松-屈足駅間に短縮[1]。
- 1930年（昭和5年）：十勝国有林の立木払下げが中止されたことにより事業中止[1]。
- 1934年（昭和9年）：上川事業所のみ立木払下げ復活により事業再開[1]。
- 1935年（昭和10年）頃：内燃機関車導入により森林鉄道となる（軌条8kg）[1]。
- 1939年（昭和14年）頃：岩松ダム建設に伴い岩松から中土場へ迂回延伸[1]。蒸気機関車購入[7]。

（営林署直営森林鉄道）
- 1950年（昭和25年）
  - ：北海道拓殖鉄道屈足駅西側に隣接して貯木場10.62ha設置[8]。
  - ：5t機関車2台購入。機関庫設置[9]。
  - ：屈足貯木場構内-屈足22号間、岩松ダム-中土場間、幹線5.5km敷設完了。運行開始[2]。
- 1951年（昭和26年）
  - ：13t蒸気機関車3台、5t機関車9台購入[9]。
  - ：王子製紙森林鉄道の屈足22号-中土場間を購入及び敷設改良し幹線に組み入れ。（王子製紙森林鉄道使用廃止。）[2]
- 1952年（昭和27年）
  - ：屈足22号-二股間幹線の19km部分敷設[2]。屈足35号付近から屈足貯木場まで新線を敷設し王子製紙以来の旧線を廃止[5]。
- 1953年（昭和28年）
  - ：屈足-二股間幹線41.3km全通[2][4]。
  - ：チカベツ（近別）支線運行開始[4]。
  - ：シートカチ（シー十勝）支線運行開始[4]。
- 1954年（昭和29年）
  - ：トムラウシ支線・一の沢分線運行開始[4]。
  - ：トノカリウシュベツ分線運行開始[4]。
  - ：10t機関車3台購入[9]。
- 1957年（昭和32年）：7t機関車2台購入[9]。
- 1958年（昭和33年）
  - ：ホロカトカチ分線運行開始[4]。
  - ：10t機関車1台購入[9]。
- 1960年（昭和35年）
  - ：トムラウシ支線・一の沢分線廃止[4]。
  - ：10t機関車1台丸瀬布より移管、8t機関車1台置戸より移管[9]。
- 1961年（昭和36年）
  - ：トノカリウシュベツ分線廃止[4]。
  - ：シートカチ第一分線運行開始[4]。
  - ：7t機関車2台、5t機関車1台の計3台陸別より移管[9]。
- 1962年（昭和37年）：台風の豪雨による岩松のパンケニコロベツ川氾濫で橋梁流出被害[10]。
- 1963年（昭和38年）：9t機関車1台、7t機関車3台の計4台羽幌より移管[9]。
- 1965年（昭和40年）3月31日：全線廃止[2][4]。
- 1966年（昭和41年）：全線撤去[4]。

## 車輛
（王子製紙馬車鉄道/森林鉄道）
蒸気機関車
- コッペル製 8.7t Bサイド・ボトムタンク型1台 1925年製造 1951年頃廃車。樺太工業恵須取工場から王子製紙落合工場（樺太）を経て移籍。当鉄道と共に営林署に買収されるが休車となり、王子製紙苫小牧工場へ移籍するも間もなく廃車。
- クラウス製 8.5t Bボトムタンク型1台 製造年不明 1951年頃廃車。王子製紙落合工場から移籍。上記機関車同様、営林署で休車後苫小牧工場へ移籍し、間もなく廃車。

内燃機関車
- 不明

（営林署直営森林鉄道）
蒸気機関車
- 元・日立製作所笠戸工場製 13t Bサイドタンク型 3台を、1951年導入にあたり同年9月協三工業（以下 協三と略）にて1Bサイドタンク・テンダー型に改造。住友鉱業鴻之舞鉱業所より移籍。

S-171 1941年12月製造 1956年6月廃車
S-172 1941年12月製造 1956年6月廃車
S-173 1942年2月製造 1956年6月廃車
内燃機関車
- 10tディーゼル機関車

1954年導入 C型 協三製DB型 2台、B-B型 酒井工作所（以下 酒井と略）製DA57型 1台
1958年導入 C型 協三製DB型 1台
1960年導入 ？型 協三製DB型 1台 （丸瀬布営林署より移管）
- 9tディーゼル機関車 1963年導入 B型 協三製UD型 1台 （羽幌営林署より移管）
- 8tディーゼル機関車 1960年導入 B-B型 酒井製DS11F3型 1台 （置戸営林署より移管）
- 7tディーゼル機関車

1957年導入 B型 協三製DS12A型 2台
1961年導入 B型 加藤製作所（以下 加藤と略）製DS11型 2台 （陸別営林署より移管）
1963年導入 B型 酒井製DS11型 3台 （羽幌営林署より移管）
- 5tディーゼル機関車

1950年導入 B型 加藤製KE5型 2台
1951年導入 B型 加藤製KE5型 5台、B型 加藤製DA型 3台、B型 協三製DA43型 1台
1961年導入 B型 加藤製KE5型? 1台 （陸別営林署より移管）
その他
貨車 590両、緩急車 7両

## 現状
路線のほぼ全てが十勝川に沿う北海道道718号忠別清水線となっている。
念仏峠及びその前後は後年の東大雪湖により水没している。

## その他
- 1927年（昭和2年）頃に、当地方の森林資源輸送のためのトムラウシ - 芽室駅間の鉄道敷設計画があった。